# Colobura dirce
Colobura dirce is een vlinder uit de onderfamilie Nymphalinae en de familie Nymphalidae.

## Verspreiding en leefgebied
De soort komt voor in Midden-Amerika en het noorden van Zuid-Amerika. De vlinder is te vinden tot een hoogte van 1600 meter boven zeeniveau.

## Kenmerken
De onderkant van de vleugels vormen een zebra-achtig patroon met een brede witte band langs de top van de voorvleugel. Aan de bovenzijde zijn de vleugels bruin met dezelfde brede witte band. De voorvleugellengte is ongeveer 33 millimeter. De soort lijkt sterk op Colobura annulata.

## Waardplanten
De waardplanten zijn Cecropia-soorten. De rups is zwart, met op ieder segment een aantal witte of gele uitsteeksels met een kroontje. De rups wordt tot 35 millimeter lang. De pop hangt, en heeft het uiterlijk van een dood takje.

## Ondersoorten
Er worden twee ondersoorten onderscheiden:
- Colobura dirce dirce
- Colobura dirce wolcotti Comstock, 1942 (op de Grote Antillen)

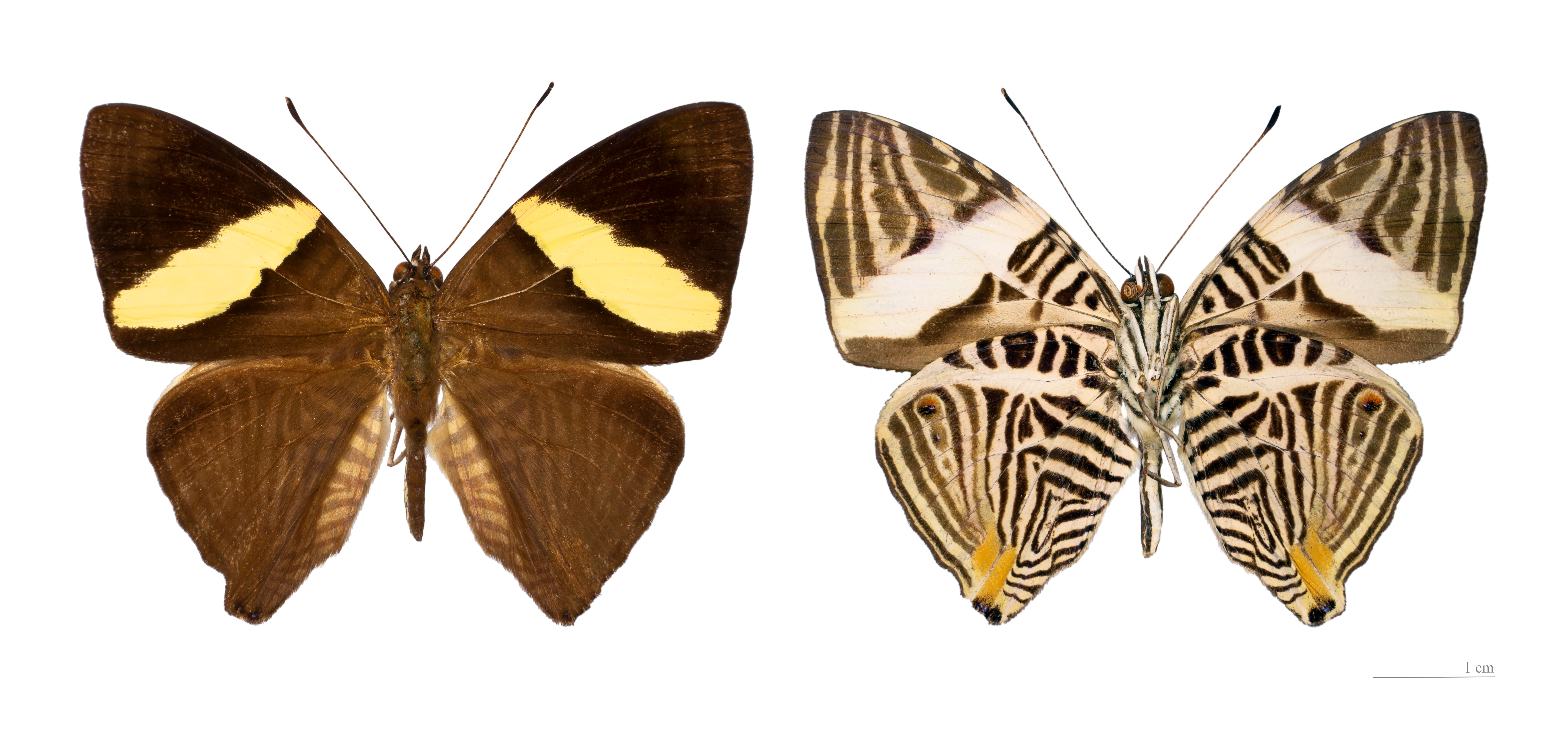
Colobura dirce dirce